# لينا غور
لينا غور (بالإنجليزية: Lena Gurr)‏ هي رسامة أمريكية، ولدت في 1897 في بروكلين في الولايات المتحدة، وتوفيت في 1992.